# 布列斯特中央车站
布列斯特中央车站（羅馬化：Stantsya Brest-Tsentralny）是位于白俄罗斯布列斯特的一个铁路车站，紧邻白俄罗斯与波兰的国境，布列斯特线经过本站，并在本站以西与波兰铁路2号线（泰雷斯波尔-华沙）相连。本站办理客货运业务及跨国列车的宽准轨转向架换装业务。本站距莫斯科1100公里，距明斯克347公里。

## 历史

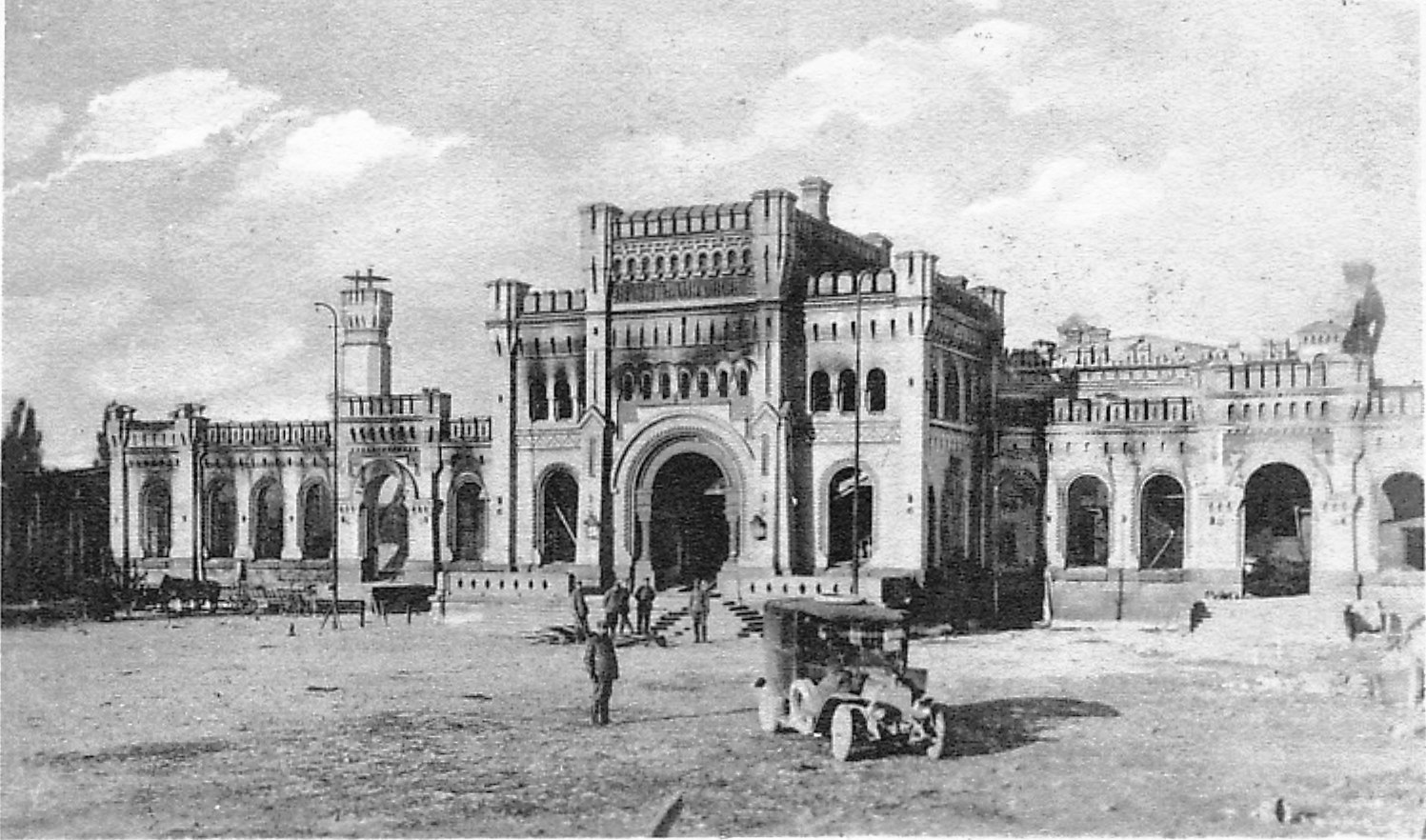
初代站房

本站的第一代站房建成于1886年，由俄国建筑师加尔布诺夫、罗尔贝格和尼古拉设计，同年5月28日由亚历山大三世主持开通。初代站房采用中世纪城堡的设计，设有4座水塔，后成为俄国第一座安装电灯的铁路车站。1915年，本站的初代站房在第一次世界大战中被撤退的沙俄军队摧毁，波兰方面于1930年重建了站房。第二代站房在第二次世界大战中也被摧毁，1949年伏罗希洛夫决定重建车站，工程于1953年开始，1957年建成。
1988年9月，由巴黎至香港的东方快车'88进入苏联后在本站更换宽轨转向架，运行至后贝加尔斯克（西伯利亞鐵路换轮站）后换回先前卸下的准轨转向架。

## 使用情况

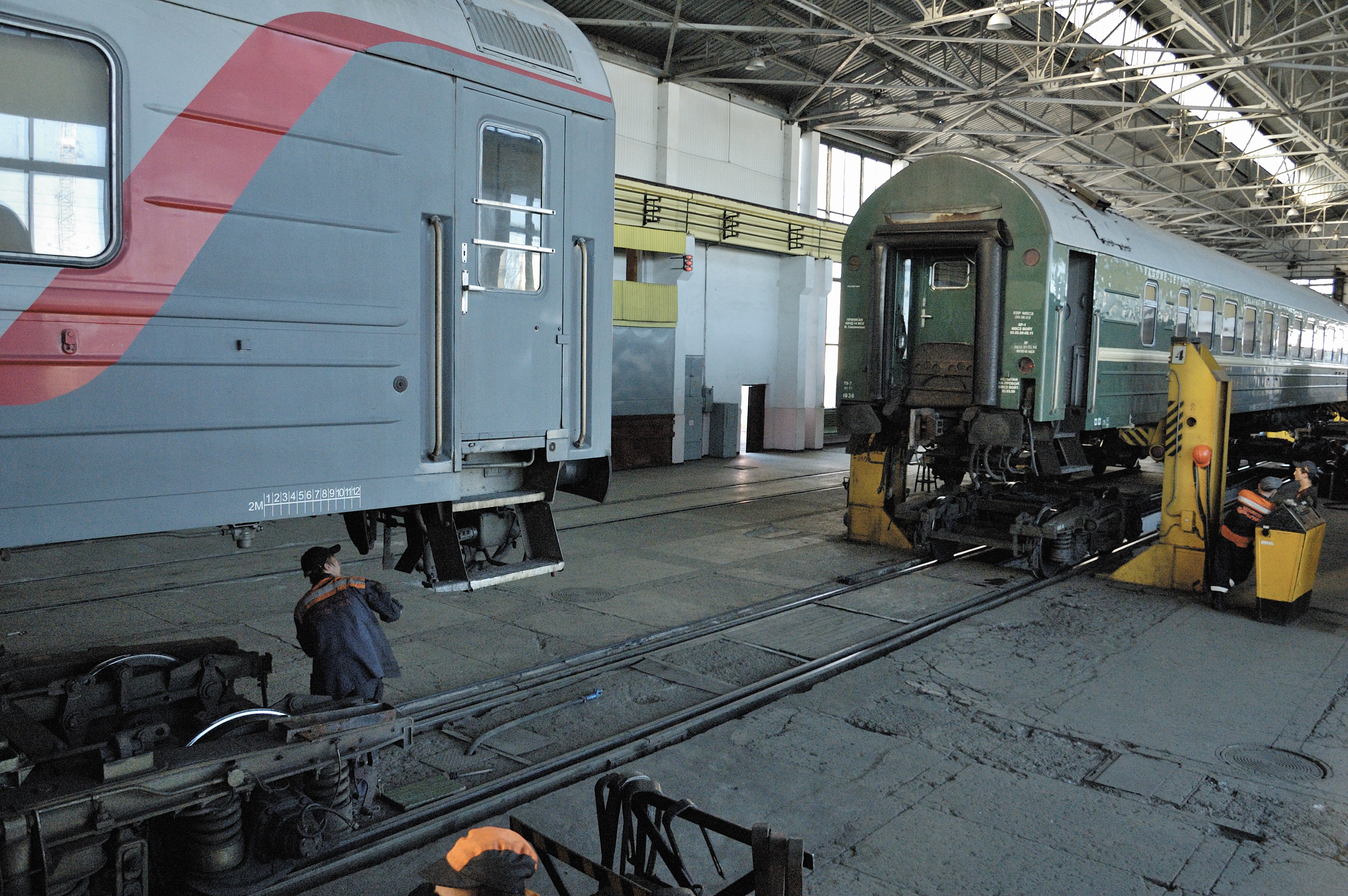
布列斯特站内的换轮库

布列斯特中央车站是俄罗斯、白俄罗斯通往西欧的重要节点，本站以东线路为宽轨（1520毫米），以西为标准轨（1435毫米），设有换轮库，由莫斯科、明斯克等地抵达的国际列车需在此停靠较长时间，更换转向架后经准轨线路驶往华沙、柏林等地。
本站南部股道为宽轨，电化制式为交流25kV，北部通往波兰的股道电化制式为直流3kV。

### 国际旅客列车目的地
在布列斯特中央车站停靠的国际列车多数由莫斯科始发，其中包括一些终到布列斯特的列车。
| 车站所在国家 | 目的地                       |
| ------------ | ---------------------------- |
| 波蘭         | 华沙、泰雷斯波尔             |
| 法國         | 尼斯、巴黎                   |
| 捷克         | 布拉格                       |
| 俄羅斯       | 莫斯科、萨拉托夫、新西伯利亚 |